# Paulina James
Paulina James (Newport Beach, California; 29 de octubre de 1986) es una actriz pornográfica estadounidense de origen étnico español y portugués.
Paulina James nació en Newport Beach, California. Estudió en la Newport Harbor High School, donde formó parte de los equipos de animadoras y baile. Debido a su carrera, se vio obligada a abandonar sus estudios universitarios de manera temporal.

## Carrera
Antes de ingresar a la industria del porno, Paulina James trabajó como modelo de trajes de baño, desfiles de moda y desnudos artísticos. Su ingreso a la industria vino de la mano de un amigo que la condujo a una agencia, y desde entonces ha aparecido en numerosos filmes y websites, realizando prácticas hardcore en las que suele interpretar papeles de chica colegiala.
El 7 de junio de 2007, el portal de información de entretenimiento para adultos AVN anunció que James fue contratada por SexZ Pictures. Los tres años estipulados de contrato incluirían cinco películas en sus primeros cinco años, así como su primera escena de sexo anal y su debut como directora. De acuerdo a iafd.com, Paulina ha aparecido en al menos 71 filmes.
En la actualidad se encuentra trabajando en Lindsay HoHand: Get out of my Way, una película pornográfica en la que interpreta a la actriz Lindsay Lohan